# شعبنة
الشعبنة هي عادة تشتهر في مدن الحجاز بالسعودية، وموروث اجتماعي يرجع إلى أكثر من 90 سنة، ارتبط اسمها وزمن حدوثها بشهر شعبان، وتحديدًا في النصف الثاني منه، وهو الشهر الثامن من السنة الهجرية، والسابق لشهر رمضان الذي يمثل شهر الصيام عند المسلمين، ويُقصد بها توديع أيام الفِطر واستقبال شهر الصيام والعبادات والتعريف بفضائله، من خلال ترتيب احتفالية في المنزل، أو الخروج نهارًا للتنزه والطبخ في البراري وعلى الشواطئ، وعنصرها الأساسي هو إقامة وليمةٍ يجتمع عليها أفراد العائلة، ويكون فيها كل ما لذ وطاب، وتشتمل الأطباق المُحضّرة على عددٍ من المأكولات الشعبية الحجازية، وعادةً ما تصحب الشعبنة ممارساتٌ ترفيهية، فقديمًا كان الشُبان يتنزهون في الخارج ويمارسون ركوب الخيل، أو الصيد، أو السباحة، وتمتد شعبنتهم إلى أكثر من يوم، فيما ترتدي النساء الأزياء الشعبية ويتشاركن الغناء والرقص، ويقمن بالترتيبات اللازمة لشهر الصيام، وترافق حفلات الشعبنة أهازيجٌ شعبيةٌ خاصة، وقد اسْتُحدثت فيها ممارساتٌ أخرى مع مرور الوقت، منها أنها لم تعد حصرًا على العائلة كما كانت في السابق، وليس لها تاريخٌ محدد، فهناك من (يُشعبن) في الأسبوع الأخير من شهر شعبان، بينما آخرون يختارون ليلة النصف من شعبان.

## مناسبتها
ترتبط عادة الشعبنة بقرب شهر رمضان، ويُقصد بها توديع الأكل والشرب في النهار، والترويح عن النفس وإسعادها بالممارسات الترفيهية المباحة، استعدادًا لشهرٍ كاملٍ من العبادات والروحانيات، والاجتماع مع العائلة والأقارب بغرض تقوية الروابط الاجتماعية، وحل النزاعات إن وجدت.

## أطباقها
تُجهز سفرة الشعبنة بعدد من المأكولات والحلويات الشعبية الحجازية، وأبرزها: المطبق، السمبوسة، المنتو، الفرموزة، المنفوش، البليلة، الهريسة والسليق. ومن الحلويات: اللدو، اللبنية، المشبك، المهمجية، الدبيازة، الغُريِّبَة وحمام البر. بالإضافة إلى قهوة اللوز.

## أهازيجها
تتردد أهازيج الشعبنة عادةً على ألسنة الأطفال، الذين ينشدون لكل موقف أهزوجةً تليق به، فحين يطرقون الأبواب مجتمعين لطلب الحلوى من الجيران، والتي تكون مجهزةً لهذه المناسبة، ينشدون:
- "سيدي شاهن يا شربيت، خِرقة مِرقة يا أهل البيت

إما جواب ولا تواب، ولا نِكسِر هذا الباب
لولا (خواجة) ما جينا، ولا طاحت كوافينا
حِل الكيس وأعطينا"
- "السادة، والعادة

ستي سعادة، هاتي العادة
سيدي سعيد، هات العيد
إما مشبك ولا فشار
ولا عروسة من الروشان/الدرجان
ولا عريس من الدهليز"
ولسيدة المنزل التي تعطيهم مطلبهم، ينشدون:
"قارورة يا قارورة
ست البيت غندورة"
ولمن لا تهبهم شيئًا، ينشدون:
"كبريتة يا كبريتة
سِت البيت عفريتة"